# Psychodomorpha
Los psicodomorfos o sicodomorfos (Psychodomorpha) son un infraorden de dípteros nematóceros que incluye cuatro familias, entre las que destaca la de los Psychodidae y Scatopsidae. Las otras familias son pequeñas y poco abundantes. Se piensa que es un grupo parafilético.